# Maman Colibri (film 1929)
Maman Colibri è un film muto del 1929 diretto da Julien Duvivier, basato sul lavoro teatrale omonimo di Henry Bataille.

## Trama
La baronessa Irene de Rysbergue, madre di due, si prepara per recarsi al ballo. Quando Paul, suo figlio minore, allora nella sua prima adolescenza, la vede ricoperta di piume, la battezza "Mamma colibrì". Il marito, barone de Rysbergue, le rimprovera dicendole che la sua mise non sarebbe adatta ad una persona di una certa età come lei. Irene, che pure si sente, ed appare, bella e brillante, tuttavia si cambia d'abito. Al ballo la baronessa incontra il giovane Georges de Chambry, ufficiale dell'esercito coloniale francese, che, ammaliato, comincia a farle la corte. Irene non disdegna le sue attenzioni, e passa una piacevole serata con lui.
A tarda notte, dopo che Irene ha lasciato le danze, Georges incontra il suo amico Richard, che gli dà appuntamento a casa propria per il giorno dopo. Quando egli vi arriva, grande è lo stupore nello scoprire che la padrona di casa non è altri che Irene, madre di Richard de Rysbergue, un giovane adulto, figlio maggiore della baronessa. Non per questo la frequentazione fra Irene e Georges si interrompe, e la baronessa, evidentemente insoddisfatta del proprio ménage coniugale e famigliare, comincia, quasi inaspettatamente, a sentirsi legata al giovane ufficiale.
Un giorno Richard coglie la madre, nella residenza di campagna in cui Georges era ospite, in atteggiamenti intimi coll'amico: indignato, vorrebbe sfidarlo a duello per aver abusato dell'ospitalità. Il marito di Irene, reso edotto della situazione, le lancia l'ultimatum: o lui, o noi. Esasperata, Irene segue Georges nella sua nuova destinazione coloniale, per due anni: l'Algeria; con gran sconforto del figlio Paul.
Il loro rapporto, in Africa, è idilliaco, almeno fino a quando la signorina Dickson, una nuova vicina di casa, fa la sua apparizione, e la sua prima gaffe: dopo che Irene le ha mostrato da lontano Georges che, a cavallo, sta tornando da un'esercitazione, la Dickson esclama: "Affascinante! È tuo figlio?" Georges e miss Dickson, che è all'incirca sua coetanea, cominciano ben presto ad intrecciare un rapporto amoroso, e Irene, come peraltro aveva presentito, si rende conto che è arrivato il momento in cui la differenza d'età fra lei e il suo amante avrebbe cominciato a farsi sentire. Torna in Francia.
Nevica, a Parigi. Paul scorge casualmente la madre per strada, e, contentissimo per aver ritrovato la mamma colibrì, la conduce a casa Rysbergue perché conosca suo nipote, il neonato figlio di Richard. Irene ha intenzione, dopo l'incontro, di rimettersi sulla strada, ma, quando torna il barone suo marito, il giovane Paul, destabilizzato dalla lunga assenza della madre, intercede presso il padre affinche Irene possa rimanere. E irene rimane.

## Produzione
Le riprese interne del film si sono svolte nel luglio e agosto del 1929, presso i teatri di posa della Cinéromans a Joinville e della Film d'Art a Neuilly-sur-Seine.
Maman Colibri è l'ultimo film muto girato da Duvivier, e segna il debutto cinematografico di Lya Lys, che poi avrà una carriera di rilievo - recitando a fianco di Buster Keaton, o diretta da registi come Luis Buñuel - terminata ad Hollywood.

## Distribuzione
Ottenuto il visto della censura il 15 agosto 1929 (vietato ai minori), Maman Colibri, con il titolo Irene Rysberguers große Liebe – la cui pellicola, in nove bobine, aveva una lunghezza complessiva di 2900 metri - è uscito, distribuito dalla Universum film, il 19 ottobre del 1929 a Berlino; il 5 febbraio 1930 il film ha avuto la sua prima proiezione francese.
Il film è stato edito in DVD e Blu-ray Disc dalla Lobster Films, munito di una colonna sonora.

## Accoglienza
Georg F. Salmony, nel B.Z. am Mittag, nº 292, del 25 ottobre 1929, così si esprime: "… gusto teatrale prettamente francese, cavatine amorose, duetti di gelosia, rauche risate di disperazione, conversazioni diffuse, il tutto plasticamente rifuso nella Grand Scène, col frustino del cavallerizzo, l'odio e i seni ammiccanti. Ha avuto coraggio Maria Jacobini nell'affrontare il ruolo dell'amante un po' avanti con l'età, quarantunenne; in effetti, ella è ancora troppo fresca e bella. Nella recitazione mostra la maturità del vero teatro, e decisamente non deve essere ritenuta responsabile di una certa stravaganza del suo ruolo. Il giovane tenente degli Spahi che, con la sua ingenua irresistibilità svia la moralmente ferma madre di famiglia, ha il corpo di ragazzo di Franz Lederer."
La Paimann’s Filmlisten riassumeva: "Dopo un'ottima prima metà del film, l'azione prosegue nelle colonie, ma evita sagacemente quelle riprese che altri film svolgentisi in questo milieau solitamente offrono. Sorprendentemente ben utilizzato è il talento attoriale della Jacobini; Lederer, dal canto suo, è meglio come amante indeciso che come ufficiale coloniale. La regia mostra continuità e si avvale di interni splendidamente costruiti e di riprese esterne estremamente efficaci. (…) Valutazione generale: altamente sopra la media."